# Championnat du Pérou de football 1978
Navigation
Saison précédente Saison suivante
La saison 1978 du Championnat du Pérou de football est la cinquantième édition du championnat de première division au Pérou. La compétition regroupe les seize meilleures équipes du pays au sein d'une poule unique où elles s'affrontent deux fois au cours de la saison. Le dernier du classement est directement relégué en Segunda División. 
C'est l'Alianza Lima, tenant du titre, qui remporte à nouveau la compétition après avoir terminé en tête du classement final du championnat, avec un seul point d'avance sur l'Universitario de Deportes et deux sur le Sporting Cristal. C'est le 17e titre de champion du Pérou de l'histoire du club.
Cette saison est volontairement raccourcie (de juillet à janvier) afin de permettre à l'équipe nationale de préparer dans des conditions optimales la phase finale de la Coupe du monde 1978 en Argentine. Pour occuper les clubs durant les six mois de préparation pré-Mondial, un tournoi amical est organisé, sans aucun enjeu.

## Les clubs participants
| - Alianza Lima - Sport Boys - Atlético Chalaco - Universitario de Deportes - Coronel Bolognesi - Club Centro Deportivo Municipal - Juan Aurich - FBC Melgar | - Alfonso Ugarte - Deportivo Junin - Atlético Torino - Promu de Segunda División - Sporting Cristal - Defensor Lima - León de Huánuco - Union Huaral - Colegio Nacional de Iquitos |

## Compétition
Le barème utilisé pour établir le classement est le suivant :
- Victoire : 2 points
- Match nul : 1 point
- Défaite, forfait ou abandon : 0 point

### Classement
| Rang | Équipe                          | Pts | J  | G  | N  | P  | Bp | Bc | Diff |
| ---- | ------------------------------- | --- | -- | -- | -- | -- | -- | -- | ---- |
| 1    | Alianza Lima (T)                | 44  | 30 | 20 | 4  | 6  | 63 | 20 | +43  |
| 2    | Universitario de Deportes       | 43  | 30 | 21 | 1  | 8  | 62 | 28 | +34  |
| 3    | Sporting Cristal                | 42  | 30 | 18 | 6  | 6  | 61 | 28 | +33  |
| 4    | Juan Aurich                     | 38  | 30 | 13 | 12 | 5  | 39 | 25 | +14  |
| 5    | Sport Boys                      | 34  | 30 | 12 | 10 | 8  | 44 | 37 | +7   |
| 6    | FBC Melgar                      | 33  | 30 | 12 | 9  | 9  | 39 | 34 | +5   |
| 7    | León de Huánuco                 | 30  | 30 | 10 | 10 | 10 | 27 | 35 | -8   |
| 8    | Atlético Chalaco                | 28  | 30 | 10 | 8  | 12 | 37 | 43 | -6   |
| 9    | Colegio Nacional de Iquitos     | 28  | 30 | 9  | 10 | 11 | 28 | 35 | -7   |
| 10   | Coronel Bolognesi               | 28  | 30 | 9  | 10 | 11 | 30 | 41 | -11  |
| 11   | Unión Huaral                    | 26  | 30 | 10 | 6  | 14 | 39 | 51 | -12  |
| 12   | Atlético Torino (P)             | 24  | 30 | 9  | 6  | 15 | 35 | 47 | -12  |
| 13   | Club Centro Deportivo Municipal | 22  | 30 | 8  | 6  | 16 | 25 | 32 | -7   |
| 14   | Alfonso Ugarte                  | 22  | 30 | 8  | 6  | 16 | 44 | 59 | -15  |
| 15   | Deportivo Junín                 | 21  | 30 | 8  | 5  | 17 | 36 | 62 | -26  |
| 16   | Defensor Lima                   | 17  | 30 | 6  | 5  | 19 | 40 | 72 | -32  |

|  | Qualification pour la Copa Libertadores 1979          |
|  | Relégation directe en Segunda División                |
|  | (T) : Tenant du titre (P) : Promu de Segunda División |

## Bilan de la saison
| Championnat du Pérou de football 1978 |                           |
| Champion                              | Alianza Lima (17e titre)  |
| Qualifications continentales          |                           |
| Copa Libertadores 1979                | Alianza Lima              |
| Copa Libertadores 1979                | Universitario de Deportes |
| Promotions et relégations             |                           |
| Promus en Primera División            | Juventud La Palma         |
| Relégués en Segunda División          | Defensor Lima             |